# オンライン
オンライン（英: online）は、
- コンピュータネットワークで、ノードが当該ネットワークに接続されてサービスの享受が可能な状態を示す。対義語はオフライン（Offline）。
- 通信機器を使った人同士の会話、会議、交流などの事。

国立国語研究所は「外来語」言い換え提案で「回線接続」としたが、現在は取り下げている。

## 概要
ノードが他のノードに接続されてサービス可能な状態が、オンラインである。端末とホスト、クライアントとサーバ、クライアント相互など、接続の形態は多様である。
銀行の勘定系システム、JRのマルスシステムに例示される鉄道など交通機関の座席予約システム、サーバに接続されるオンラインゲームなど、独自のプロトコルでネットワークホストと接続するコンピュータシステムが、サービス可能な状態を指す。
周辺機器や記録媒体などがコンピュータに接続されており正常に使用できる状態を指すこともあるが、これは厳密には誤用である。誤用例に"SDカードはオンライン"などがある。